# Výročí svatby

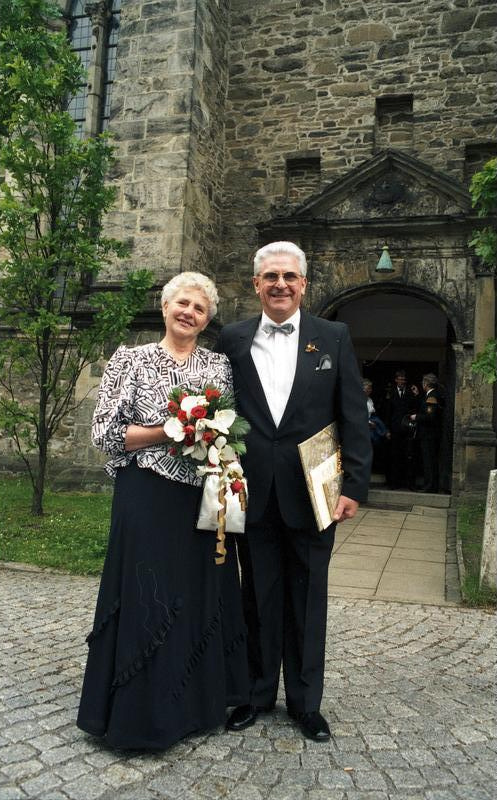
Manželé při zlaté svatbě

Výročí svatby je čas uplynulý od civilního či církevního sňatku, tedy od uzavření manželského svazku. Počítá se v ročním intervalu, často se však slaví zejména takzvaná kulatá výročí, tedy v desetiletém intervalu, či výročí po čtvrtstoletích („stříbrná“ a „zlatá“ svatba).

## Přívlastky
Sňatečná výročí se někdy označují speciálními přívlastky, nejznámější jsou patrně svatby stříbrné, zlaté a diamantové. Některé zdroje[kdo?] uvádějí tato označení:
| Roky manželství | Termín                           |
| --------------- | -------------------------------- |
| 1               | bavlněná svatba                  |
| 2               | papírová svatba                  |
| 3               | kožená svatba                    |
| 4               | květinová svatba (ovocná)        |
| 5               | dřevěná svatba                   |
| 6               | železná svatba (zinková)         |
| 7               | vlněná svatba (měděná)           |
| 8               | bronzová svatba (plechová)       |
| 9               | hliněná svatba                   |
| 10              | cínová svatba (růžová)           |
| 11              | ocelová svatba                   |
| 12              | hedvábná svatba                  |
| 13              | krajková svatba                  |
| 14              | slonovinová svatba               |
| 15              | křišťálová svatba (skleněná)     |
| 20              | porcelánová svatba               |
| 25              | stříbrná svatba                  |
| 30              | perlová svatba                   |
| 35              | korálová svatba (plátěná, lněná) |
| 40              | rubínová svatba                  |
| 45              | safírová svatba                  |
| 50              | zlatá svatba                     |
| 55              | smaragdová svatba                |
| 60              | diamantová svatba                |
| 65              | kamenná svatba                   |
| 70              | platinová svatba (briliantová)   |
| 75              | nebeská svatba (korunovační)     |
| 80 a víc        | rajská                           |